# Xích Thổ (vương quốc)

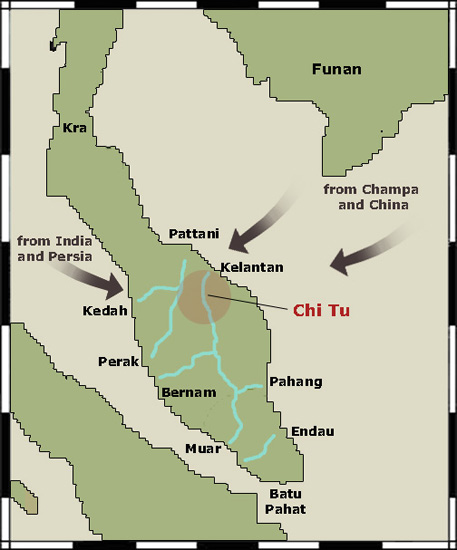
Bản đồ tuyến đường xuyên bán đảo

Xích Thổ (tiếng Trung: 赤土; bính âm: Chì Tǔ, tiếng Mã Lai: Tanah Merah), là một vương quốc cổ đại được nói đến trong sách sử Trung Hoa. Các thư tịch của nhà Tùy (581-618) có mô tả về một vương quốc tiến bộ được gọi là Xích Thổ. Vị trí của Xích Thổ có sự tranh cãi và có thể là tại bang Kelantan hay Pahang tại Malaysia Bán đảo, hoặc các tỉnh Songkhla và Pattani ở miền nam Thái Lan. Bằng chứng tốt nhất hỗ trợ cho giả thuyết Xích Thổ nằm tại Kelantan là khi các sứ thần rời khỏi Xích Thổ, thuyền mất 10 ngày để đến Chiêm Thành, điều này cho thấy vương quốc ‘đất đỏ’ nằm ở đâu đó quanh sông Kelantan. Một tấm đá Buddhagupta được tìm thấy tại Kedah có đề cập đến một Raktamrttika, có nghĩa là vùng đất đỏ.
Theo thư tịch Trung Hoa, Xích Thổ được dựng lên nhờ những người Mon-Khmer đến từ vùng ven biển Phù Nam. Các thế kỷ sau đó, các cư dân địa phương đã thay thế người Phù Nam. "Xích Thổ quốc bắt nguồn từ những người Phù Nam, nằm tại Nam Hải, thủy hành mất hơn 100 ngày mới đến, phần lớn đất đai có màu đỏ (xích), nên đặt làm hiệu. Đông giáp Ba La Thứ Quốc, tây giáp Bà La Sa Quốc, nam giáp Ha La Đán Quốc, đất đai rộng nghìn lý. Quốc vương có ba vợ và vương quốc theo Phật giáo....".
Vương quốc Xích Thổ cùng với Langkasuka, Kedah và những nơi khác là các trung tâm giao thương thời kỳ đầu (khoảng 100 TCN đến 700 CN). Vào thời kỳ này, thuyền buôn từ Trung Quốc và Phù Nam cũng như từ Ấn Độ Dương dừng chân ở vùng ven biển bán đảo Mã Lai. Họ thuê các phu khuân vác địa phương để vận chuyển hàng hóa và sử dụng cả bè, mảng, voi và sức người.